# Volvo Construction Equipment

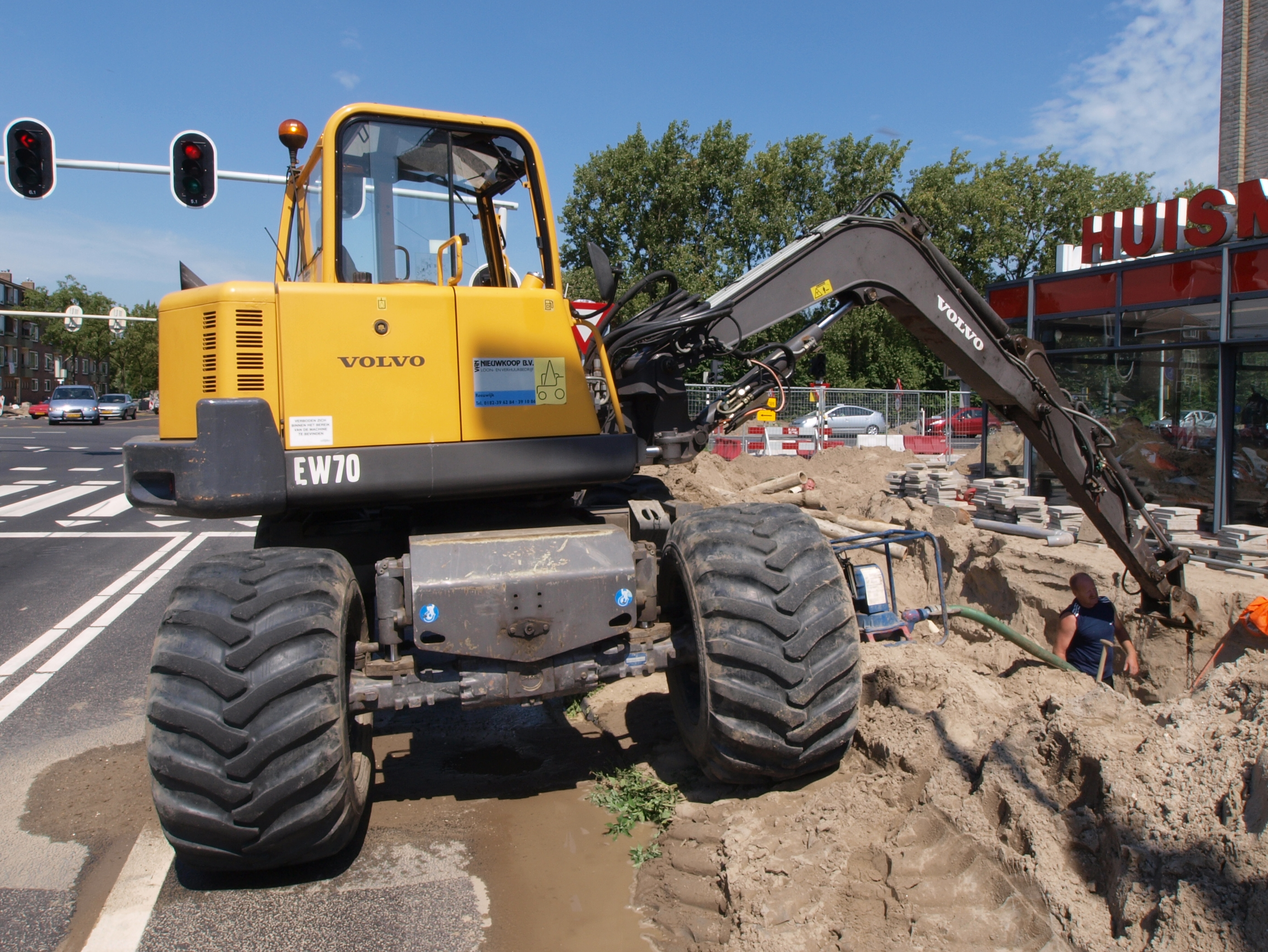
Excavadora sobre ruedas Volvo

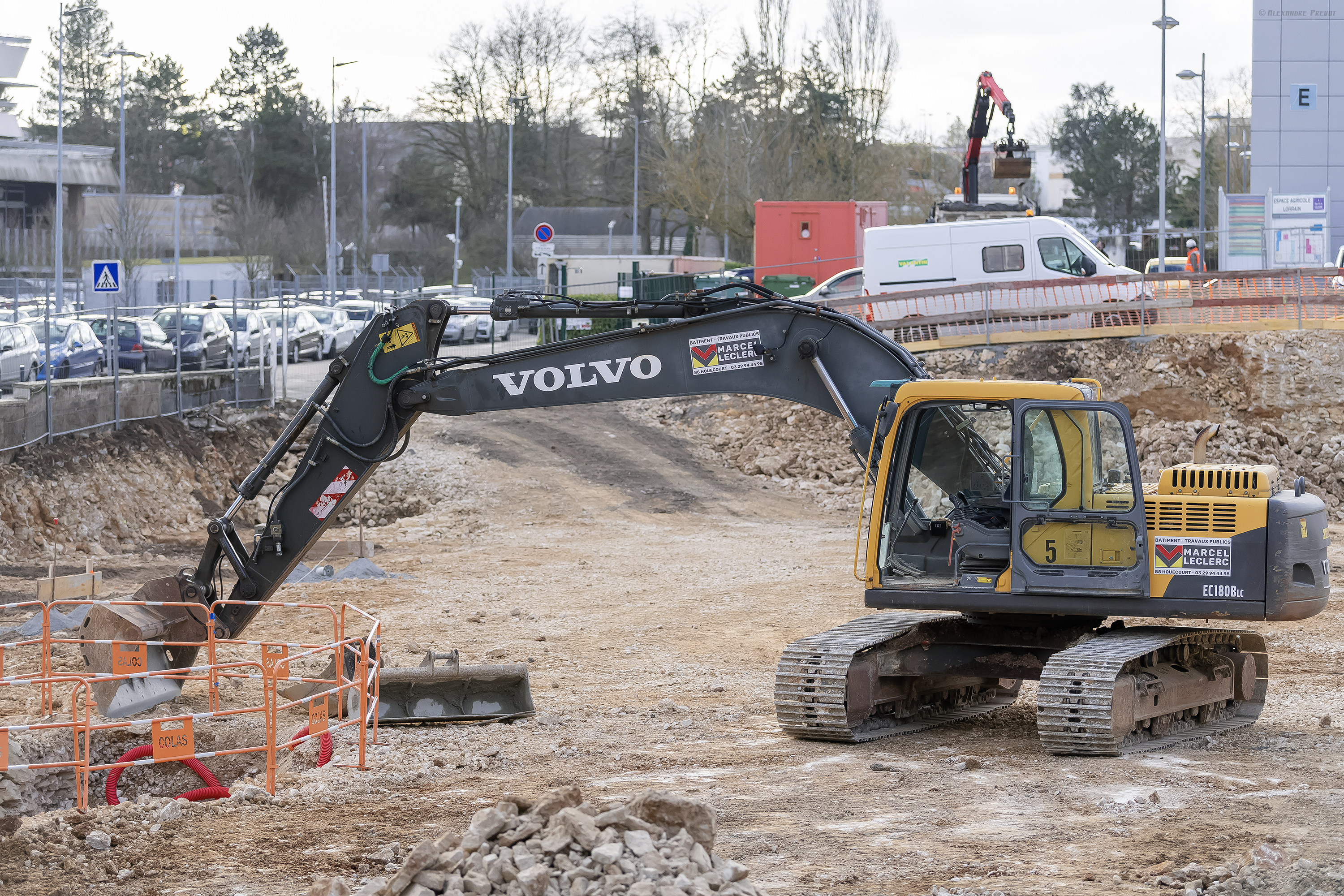
Excavadora Volvo EC-180

Volvo Construction Equipment (Volvo CE), originalmente Munktells, Bolinder-Munktell, Volvo BM, es una importante compañía internacional que desarrolla, fábrica y comercializa equipos para la construcción y las industrias relacionadas. Es un área subsidiaria y comercial de AB Volvo.

## Historia
Tres hombres sentaron las bases para Volvo Construction Equipment: Johan Theofron Munktell y los hermanos Jean Bolinder y Carl Gerhard Bolinder. 
En 1832, Johan Theofron Munktell, que entonces tenía solo 27 años, funda lo que se convirtió en Volvo Construction Equipment en Eskilstuna, Suecia. En 1913, Munktell y su equipo producen el primer tractor de Suecia. Mientras tanto, en otros lugares de Suecia, otros empresarios estaban progresando: los hermanos Jean y Carl Gerhard Bolinder de Estocolmo habían estado fabricando desde 1844 máquinas de vapor y aceite de motor crudo.

Logo de volvo